# Quiver
《Quiver》是ESD Games開發並于1997年發行的第一人稱射擊遊戲，对应MS-DOS系统。玩家需潛入外星人基地奪回能用于穿越时空的宝珠，其間要使用各類武器與敵人战斗。遊戲模仿了1993年第一人稱射擊遊戲《毀滅戰士》，但面向廉價電腦设计。遊戲以共享軟體模式发行，所獲評價褒貶不一。

## 玩法
《Quiver》是第一人稱射擊遊戲。遊戲故事中，外星人拿走了能讓人穿梭到過去的寶珠，玩家要潛入外星人基地將之奪回。遊戲設三章共27個關卡，每關均需回收三個寶珠。關卡中的敵人會發射投擲物，而玩家可用各類武器回擊，如發射刺球的「Spiker」（尖刺射手）、投出三顆火球的「Fajita Maker」（烤肉製作機）、反彈敵方投擲物的「Medusa Sphere」（美杜莎之球）等。

## 開發
《Quiver》由坐落於美國佛羅里達州坦帕的ESD Games開發。Mike Taylor擔任遊戲設計師。他用「古早的486DX33系統和古早的512K VLB VGA卡」開發，希望製作有趣的、能在廉價電腦上流暢執行的《毀滅戰士》式第一人称射击游戏。遊戲畫面不像其他多數第一人稱射擊遊戲那樣暴力。该作是MS-DOS遊戲，於1997年3月發行。其采用部分免费的商業模式，即第一章可試玩，後續內容需輸入註冊碼解鎖。

## 反響
ESD Games稱《Quiver》下載量達50萬次。媒體對遊戲評價不一。《The Tampa Tribune》認為遊戲有趣、節奏快、武器有創意。《Games Domain》稱遊戲玩法不错又有趣，但沒有多人模式等重要功能。《PC Player》批評《Quiver》落伍，引擎和操控有缺陷。「Hardcore Gaming 101」2017年發布懷舊評測，認為遊戲玩法和機制平淡乏味。

## 外部連結
- 官方网站（存檔）
- 莫比游戏上的《Quiver》（英文）